# Willem Hendrik Schmidt

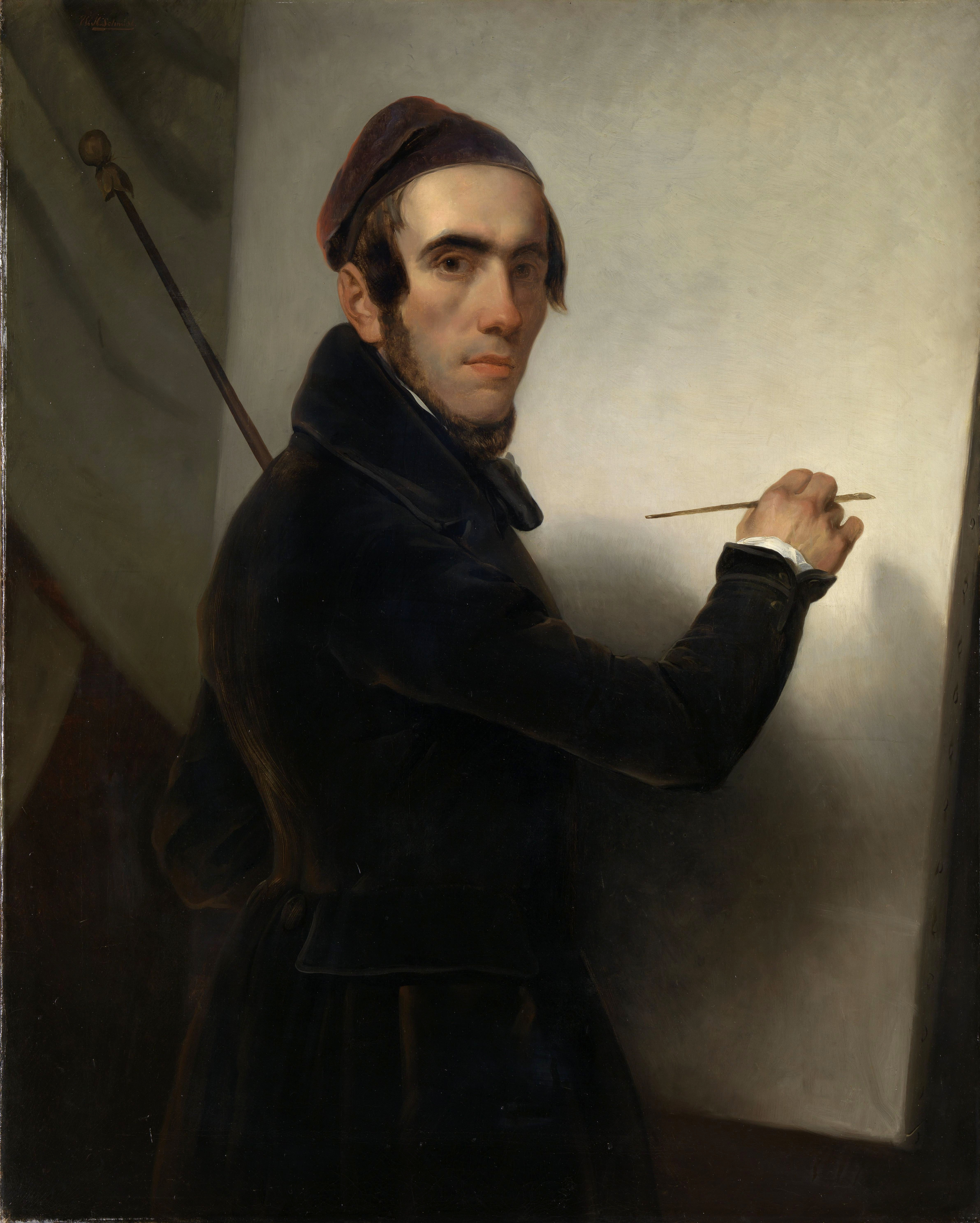
Selbstporträt, 1840er Jahre

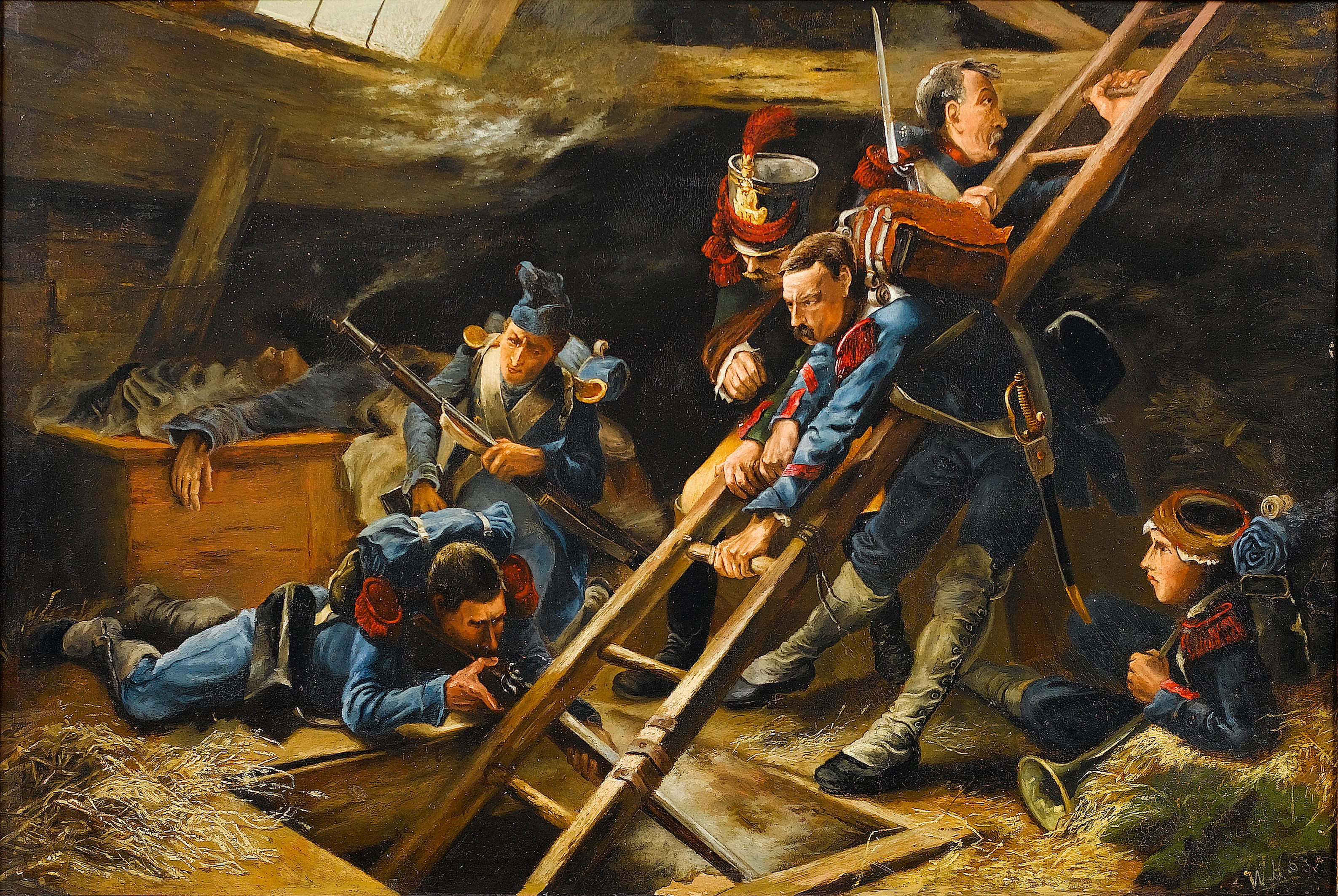
Napoleonische Truppen in einer Scheune versteckt

Willem Hendrik Schmidt (* 12. April 1809 in Rotterdam; † 1. Juni 1849 in Delft) war ein niederländischer Genre-, Porträt- und Historienmaler sowie Kunstpädagoge. 
Schmidt begann als Autodidakt zu malen, wurde Schüler von Jacob de Meijer (1798–1884), besuchte auch die Rotterdamer Zeichnungsgesellschaft „Hierdoor tot Hooger“, wo seine Zeichnungen mehrfach ausgezeichnet wurden. Er arbeitete zunächst im Geschäft seines Vaters, widmete sich jedoch zwei Jahre nach seiner Heirat im Jahr 1835 ausschließlich der Malerei. 1837 wurde er zum Mitglied der Koninklijke Akademie van Beeldende Kunsten (Amsterdam) gewählt. Um 1841 unternahm er eine Reise nach Deutschland und Österreich; 1842 wurde er Lehrer an der Koninklijke Academie tot Opleiding van Engineers (später TU Delft) in Delft. Zu seinen Schülern gehörten u. a. Christoffel Bisschop, Jacob Spoel, Johannes Tavenraat, Johan Bernhard Wittkamp. 
Er war anfangs als Genre- und Historienmaler tätig, widmete sich später mehr der Porträtmalerei. Er war auch Aquarellist, Radierer und Lithograf. Das Rijksmuseum Amsterdam besitzt ein Album mit 331 Bleistiftzeichnungen des Künstlers.